# Campionati asiatici di lotta 2022
I Campionati asiatici di lotta 2022 sono stati la 35ª edizione della manifestazione continentale organizzata dalla FILA. Si sono svolti dal 19 al 24 aprile 2020 presso il Buyant Ukhaa Sport Palace di Ulan Bator, in Mongolia.

## Classifica squadre
| Pos. | Lotta libera maschile | Lotta libera maschile | Lotta greco-romana | Lotta greco-romana | Lotta libera femminile | Lotta libera femminile |
| Pos. | Squadra               | Punti                 | Squadra            | Punti              | Squadra                | Punti                  |
| ---- | --------------------- | --------------------- | ------------------ | ------------------ | ---------------------- | ---------------------- |
| 1    | Iran                  | 201                   | Kazakistan         | 190                | Giappone               | 227                    |
| 2    | India                 | 152                   | Iran               | 176                | Mongolia               | 167                    |
| 3    | Kazakistan            | 151                   | Kirghizistan       | 148                | Kazakistan             | 142                    |
| 4    | Giappone              | 140                   | Giappone           | 134                | India                  | 137                    |
| 5    | Mongolia              | 115                   | Uzbekistan         | 131                | Uzbekistan             | 107                    |
| 6    | Kirghizistan          | 104                   | India              | 113                | Kirghizistan           | 65                     |
| 7    | Uzbekistan            | 100                   | Corea del Sud      | 108                | Corea del Sud          | 47                     |
| 8    | Corea del Sud         | 79                    | Mongolia           | 77                 | Sri Lanka Singapore    | 8                      |
| 9    | Turkmenistan          | 46                    | Qatar Singapore    | 20                 |                        |                        |
| 10   | Bahrein               | 20                    |                    |                    |                        |                        |

## Podi

### Lotta libera maschile
| Evento | Oro                                | Argento                        | Bronzo                      |
| 57 kg  | Ravi Kumar Dahiya (IND)            | Rakhat Kalzhan (KAZ)           | Rikuto Arai (JPN)           |
| 57 kg  | Ravi Kumar Dahiya (IND)            | Rakhat Kalzhan (KAZ)           | Almaz Smanbekov (KGZ)       |
| 61 kg  | Rei Higuchi (JPN)                  | Dariush Hazratgholizadeh (IRN) | Ulukbek Zholdoshbekov (KGZ) |
| 61 kg  | Rei Higuchi (JPN)                  | Dariush Hazratgholizadeh (IRN) | Akbar Kurbanov (KAZ)        |
| 65 kg  | Rahman Amouzad (IRN)               | Bajrang Punia (IND)            | Kaiki Yamaguchi (JPN)       |
| 65 kg  | Rahman Amouzad (IRN)               | Bajrang Punia (IND)            | Abbos Rakhmonov (UZB)       |
| 70 kg  | Taishi Narikuni (JPN)              | Ernazar Akmataliev (KGZ)       | Naveen Naveen (IND)         |
| 70 kg  | Taishi Narikuni (JPN)              | Ernazar Akmataliev (KGZ)       | Syrbaz Talgat (KAZ)         |
| 74 kg  | Younes Emami (IRN)                 | Nurkozha Kaipanov (KAZ)        | Daichi Takatani (JPN)       |
| 74 kg  | Younes Emami (IRN)                 | Nurkozha Kaipanov (KAZ)        | Islambek Orozbekov (KGZ)    |
| 79 kg  | Ali Bakhtiar Savadkouhi (IRN)      | Gourav Baliyan (IND)           | Arsalan Budazhapov (KGZ)    |
| 79 kg  | Ali Bakhtiar Savadkouhi (IRN)      | Gourav Baliyan (IND)           | Yudai Takahashi (JPN)       |
| 86 kg  | Azamat Dauletbekov (KAZ)           | Deepak Punia (IND)             | Bobur Islomov (UZB)         |
| 86 kg  | Azamat Dauletbekov (KAZ)           | Deepak Punia (IND)             | Mohsen Mostafavi (IRN)      |
| 92 kg  | Amir Hossein Firouzpour (IRN)      | Orgilokh Dagvadorj (MGL)       | Adilet Davlumbayev (KAZ)    |
| 92 kg  | Amir Hossein Firouzpour (IRN)      | Orgilokh Dagvadorj (MGL)       | Vicky Chahar (IND)          |
| 97 kg  | Mohammad Hossein Mohammadian (IRN) | Batzul Ulziisaikhan (MGL)      | Mamed Ibragimov (KAZ)       |
| 97 kg  | Mohammad Hossein Mohammadian (IRN) | Batzul Ulziisaikhan (MGL)      | Satyawart Kadian (IND)      |
| 125 kg | Yadollah Mohebbi (IRN)             | Alisher Yergali (KAZ)          | Jung Yei-hyun (KOR)         |
| 125 kg | Yadollah Mohebbi (IRN)             | Alisher Yergali (KAZ)          | Batmagnai Enkhtüvshin (MGL) |

### Lotta greco-romana maschile
| Evento | Oro                          | Argento                      | Bronzo                       |
| 55 kg  | Yu Shiotani (JPN)            | Amangali Bekbolatov (KAZ)    | Arjun Halakurki (IND)        |
| 55 kg  | Yu Shiotani (JPN)            | Amangali Bekbolatov (KAZ)    | Jasurbek Ortikboev (UZB)     |
| 60 kg  | Zholaman Sharshenbekov (KGZ) | Mehdi Mohsennejad (IRI)      | Yernur Fidakhmetov (KAZ)     |
| 60 kg  | Zholaman Sharshenbekov (KGZ) | Mehdi Mohsennejad (IRI)      | Ayata Suzuki (JPN)           |
| 63 kg  | Tynar Sharshenbekov (KGZ)    | Meirambek Ainagulov (KAZ)    | Iman Mohammadi (IRI)         |
| 63 kg  | Tynar Sharshenbekov (KGZ)    | Meirambek Ainagulov (KAZ)    | Neeraj Neeraj (IND)          |
| 67 kg  | Meirzhan Shermakhanbet (KAZ) | Ryu Han-su (KOR)             | Katsuaki Endo (JPN)          |
| 67 kg  | Meirzhan Shermakhanbet (KAZ) | Ryu Han-su (KOR)             | Sachin Sahrawat (IND)        |
| 72 kg  | Mohammad Reza Mokhtari (IRI) | Abylaikhan Amzeyev (KAZ)     | Adilkhan Nurlanbekov (KGZ)   |
| 72 kg  | Mohammad Reza Mokhtari (IRI) | Abylaikhan Amzeyev (KAZ)     | Shogo Takahashi (JPN)        |
| 77 kg  | Akzhol Makhmudov (KGZ)       | Maxat Yerezhepov (KAZ)       | Aref Habibollahi (IRI)       |
| 77 kg  | Akzhol Makhmudov (KGZ)       | Maxat Yerezhepov (KAZ)       | Kodai Sakuraba (JPN)         |
| 82 kg  | Rasoul Garmsiri (IRI)        | Dias Kalen (KAZ)             | Mukhammadkodir Rasulov (UZB) |
| 82 kg  | Rasoul Garmsiri (IRI)        | Dias Kalen (KAZ)             | Harpreet Singh Sandhu (IND)  |
| 87 kg  | Nasser Alizadeh (IRI)        | Jalgasbay Berdimuratov (UZB) | Nursultan Tursynov (KAZ)     |
| 87 kg  | Nasser Alizadeh (IRI)        | Jalgasbay Berdimuratov (UZB) | Sunil Kumar (IND)            |
| 97 kg  | Mehdi Bali (IRI)             | Rustam Assakalov (UZB)       | Takahiro Tsuruda (JPN)       |
| 97 kg  | Mehdi Bali (IRI)             | Rustam Assakalov (UZB)       | Uzur Dzhuzupbekov (KGZ)      |
| 130 kg | Alimkhan Syzdykov (KAZ)      | Kim Min-seok (KOR)           | Muminjon Abdullaev (UZB)     |
| 130 kg | Alimkhan Syzdykov (KAZ)      | Kim Min-seok (KOR)           | Roman Kim (KGZ)              |

### Lotta libera femminile
| Evento | Oro                        | Argento                           | Bronzo                          |
| 50 kg  | Remina Yoshimoto (JPN)     | Tsogt-Ochiryn Namuuntsetseg (MGL) | Jasmina Immaeva (UZB)           |
| 53 kg  | Akari Fujinami (JPN)       | Batkhuyagiin Khulan (MGL)         | Zhuldyz Eshimova (KAZ)          |
| 55 kg  | Umi Imai (JPN)             | Ganbaataryn Otgonjargal (MGL)     | Sushma Shokeen (IND)            |
| 57 kg  | Tsugumi Sakurai (JPN)      | Anshu Malik (IND)                 | Khürelkhüügiin Bolortuyaa (MGL) |
| 59 kg  | Sara Natami (JPN)          | Baatarjavyn Shoovdor (MGL)        | Sarita Mor (IND)                |
| 62 kg  | Nonoka Ozaki (JPN)         | Aisuluu Tynybekova (KGZ)          | Boldsaikhany Khongorzul (MGL)   |
| 62 kg  | Nonoka Ozaki (JPN)         | Aisuluu Tynybekova (KGZ)          | Manisha Bhanwala (IND)          |
| 65 kg  | Miwa Morikawa (JPN)        | Radhika Jaglan (IND)              | Ölziisaikhany Pürevsüren (MGL)  |
| 68 kg  | Madina Bakbergenova (KAZ)  | Meerim Zhumanazarova (KGZ)        | Enkhsaikhany Delgermaa (MGL)    |
| 72 kg  | Zhamila Bakbergenova (KAZ) | Sumire Niikura (JPN)              | Enkh-Amaryn Davaanasan (MGL)    |
| 76 kg  | Aiperi Medet Kyzy (KGZ)    | Yuka Kagami (JPN)                 | Gulmaral Yerkebayeva (KAZ)      |

## Medagliere
| Pos.   | Paese         | Oro | Argento | Bronzo | Totale |
| ------ | ------------- | --- | ------- | ------ | ------ |
| 1      | Giappone      | 10  | 2       | 9      | 21     |
| 2      | Iran          | 10  | 2       | 3      | 15     |
| 3      | Kazakistan    | 5   | 8       | 8      | 21     |
| 4      | Kirghizistan  | 4   | 3       | 7      | 14     |
| 5      | India         | 1   | 5       | 11     | 17     |
| 6      | Mongolia      | 0   | 6       | 6      | 12     |
| 7      | Uzbekistan    | 0   | 2       | 6      | 8      |
| 8      | Corea del Sud | 0   | 2       | 1      | 3      |
| Totale | Totale        | 30  | 30      | 51     | 111    |